# Roestavi
Roestavi (Georgisch: რუსთავი) is de derde grootste stad van Georgië met ruim 127.00 inwoners (2024). De stad ligt in de regio Kvemo Kartli in het zuidoosten van het land, op ongeveer 20 kilometer van hoofdstad Tbilisi aan beide oevers van de rivier Mtkvari. De economie van Roestavi wordt gedomineerd door zware industrie en staalfabrieken.

## Geschiedenis
De ontstaansgeschiedenis van menselijke nederzettingen op de plek van Roestavi gaan terug naar de Bronstijd. Vanaf de 4e eeuw n.Chr. ontstond Roestavi als een gefortificeerde stad en in de vroege middeleeuwen werd het een koninklijke stad die uitgroeide tot circa 20.000 inwoners. In de 13e eeuw raakte de stad in verval en verdween.

### Sovjet-tijdperk
De huidige stad werd gesticht in 1948 om arbeiders van een nabijgelegen metallurgische installatie te huisvesten, die in de jaren 50 werd gebouwd om ijzererts van het nabijgelegen Azerbeidzjan te verwerken. Stalin bracht arbeiders van diverse gebieden in Georgië, en dan met name van de landelijke provincies van Westelijk Georgië. De naam van de stad is afkomstig van een nabijgelegen oude stad die door de Mongoolse leider Timoer Lenk (Tamerlane) rond 1400 werd vernietigd. Roestavi werd een zeer belangrijk industrieel centrum in Transkaukasië. De belangrijkste industrieën zijn ijzer en staal en de vervaardiging van metaalproducten en chemische producten.
Duitse oorlogsgevangenen die in de Tweede Wereldoorlog werden gevangen, werden gebruikt om Roestavi te ontwerpen en te bouwen. Roestavi is eigenlijk verdeeld in twee delen: Dzveli Roestavi (Oud-Roestavi) en Achali Roestavi (Nieuw-Roestavi). Oud-Roestavi bevat veel Stalinistische architecturale stijl, terwijl Nieuw-Roestavi door vele typische Sovjetflats wordt overheerst.

### Recente geschiedenis
De val van de Sovjet-Unie in 1991 bleek rampzalig voor Roestavi, aangezien het ook de instorting van de Sovjeteconomie veroorzaakte waarvan de stad afhankelijk was. Dit leidde tot de sluiting van het grootste deel van de bedrijven en werd tot 65% van de bevolking werkloos, met alle bijkomstige sociale problemen als misdaad en armoede. De bevolking kromp van 160.000 medio jaren 90 naar het dieptepunt van 116.000 in 2002. In de jaren 2010 is de economische situatie verbeterd, en is er weer sprake van groei van de stad. 

## Bestuur

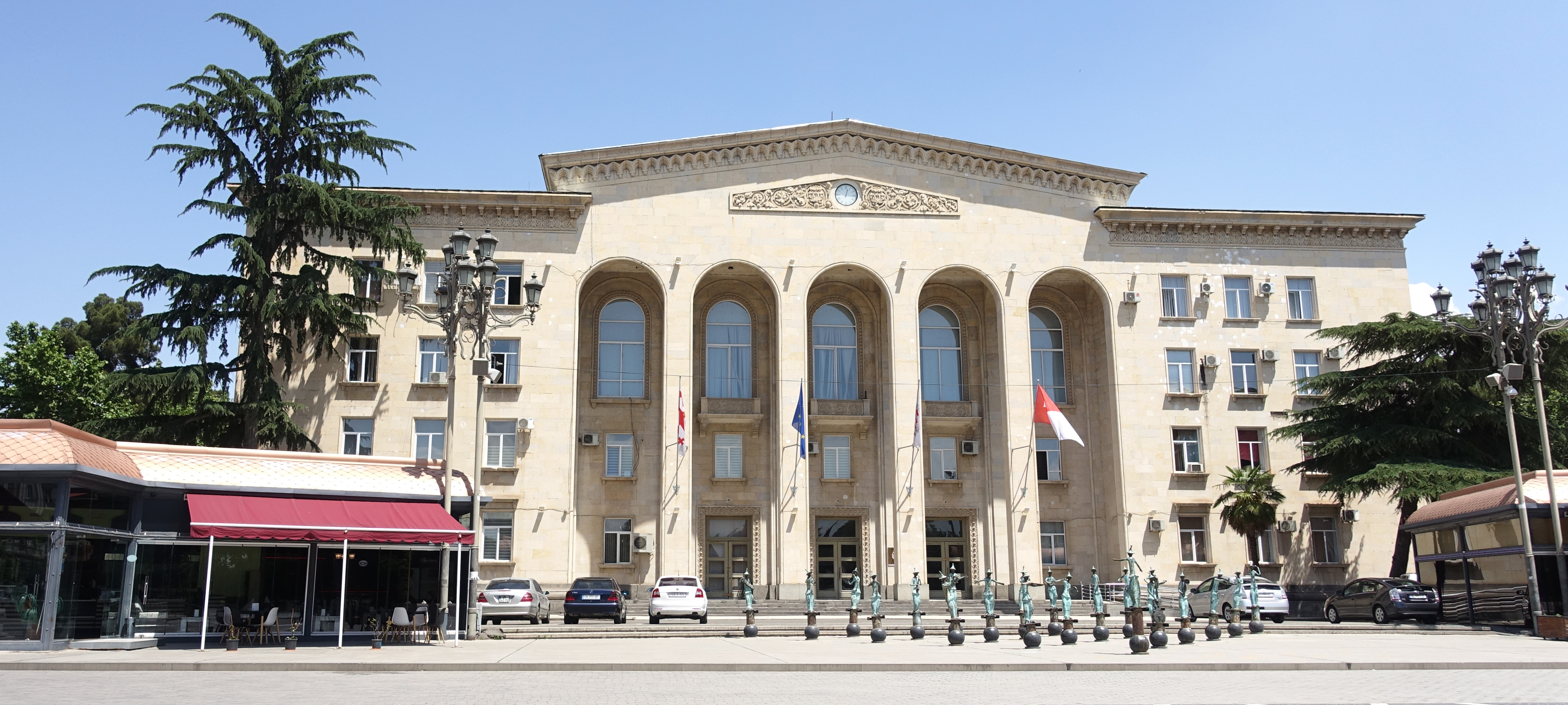
Stadhuis

De gemeenteraad van Roestavi (Georgisch: საკრებულო, sakreboelo) wordt elke vier jaar gekozen in een gemengd kiesstelsel. Een deel wordt via enkelvoudige kiesdistricten gekozen en een deel via evenredige vertegenwoordiging van gesloten partijlijsten, waarvoor een kiesdrempel geldt van drie procent. Roestavi was in 2021 een van de zeven gemeenten waar de hegemonie van Georgische Droom werd doorbroken. Oppositiepartijen Verenigde Nationale Beweging en Voor Georgië sloten een overeenkomst tot samenwerking.
| Partij | Partij                             | 2014 | 2017 | 2021 |
| ------ | ---------------------------------- | ---- | ---- | ---- |
|        | Georgische Droom (GD)              | 17   | 18   | 16   |
|        | Verenigde Nationale Beweging (UNM) | 4    | 3    | 16   |
|        | Voor Georgië                       |      |      | 3    |
|        | Overige partijen                   | 4    | 4    |      |
| Totaal | Totaal                             | 25   | 25   | 35   |

## Demografie

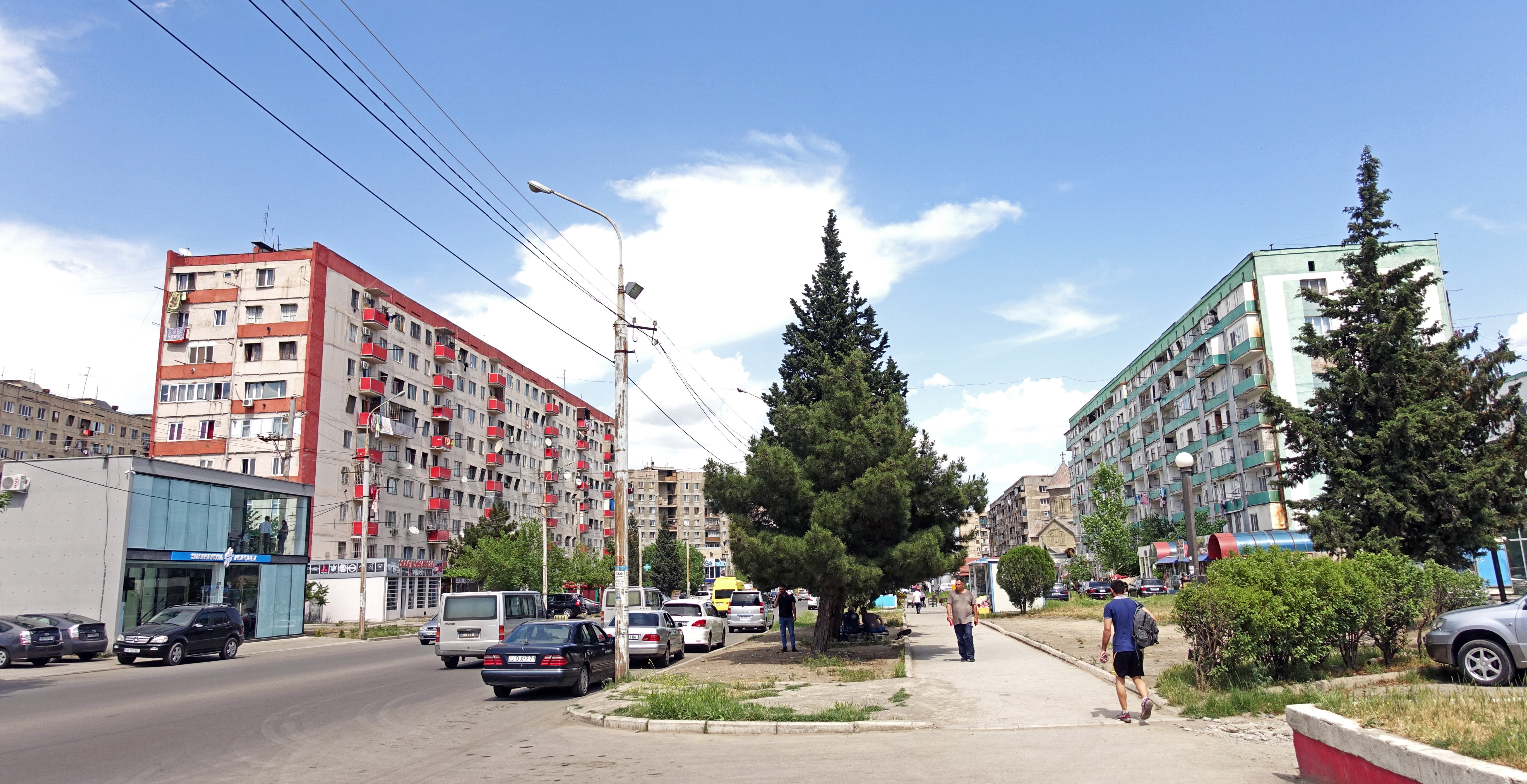
Veel Sovjethoogbouw

Roestavi heeft door de Sovjet-industrialisatie onder Stalin een snelle groei gekend. Als gevolg van werkloosheid door de gesloten industrie tijdens de crisisjaren in de jaren 1990 verhuisden veel mensen uit de stad. Rond 2002 werd het dieptepunt van de krimp bereikt, maar sindsdien groeide de stad weer. Roestavi is door de aanwas van inwoners de derde stad van Georgië geworden, vlak voor Koetaisi.
Op 1 januari 2024 had Roestavi 127.154 inwoners. een toename sinds de volkstelling van 2014. In 2022 en 2023 fluctueerde het aantal inwoners sterk. In 2022 had de stad de grootste bevolkingsaanwas in een jaar tijd (+3500) en piekte het aantal inwoners op ruim 132.000, maar in 2023 raakte het er 5200 kwijt.
| Historische (etnische) bevolkingssamenstelling Roestavi | Historische (etnische) bevolkingssamenstelling Roestavi | Historische (etnische) bevolkingssamenstelling Roestavi | Historische (etnische) bevolkingssamenstelling Roestavi | Historische (etnische) bevolkingssamenstelling Roestavi | Historische (etnische) bevolkingssamenstelling Roestavi | Historische (etnische) bevolkingssamenstelling Roestavi | Historische (etnische) bevolkingssamenstelling Roestavi | Historische (etnische) bevolkingssamenstelling Roestavi | Historische (etnische) bevolkingssamenstelling Roestavi | Historische (etnische) bevolkingssamenstelling Roestavi | Historische (etnische) bevolkingssamenstelling Roestavi | Historische (etnische) bevolkingssamenstelling Roestavi | Historische (etnische) bevolkingssamenstelling Roestavi | Historische (etnische) bevolkingssamenstelling Roestavi | Historische (etnische) bevolkingssamenstelling Roestavi | Historische (etnische) bevolkingssamenstelling Roestavi | Historische (etnische) bevolkingssamenstelling Roestavi | Historische (etnische) bevolkingssamenstelling Roestavi |
| Jaar                                                    | 1959                                                    | 1959                                                    | 1970                                                    | 1970                                                    | 1979                                                    | 1979                                                    | 1989                                                    | 1989                                                    | 2002                                                    | 2002                                                    | 2014                                                    | 2014                                                    | 2020                                                    | 2024                                                    |                                                         |                                                         |                                                         |                                                         |
| ------------------------------------------------------- | ------------------------------------------------------- | ------------------------------------------------------- | ------------------------------------------------------- | ------------------------------------------------------- | ------------------------------------------------------- | ------------------------------------------------------- | ------------------------------------------------------- | ------------------------------------------------------- | ------------------------------------------------------- | ------------------------------------------------------- | ------------------------------------------------------- | ------------------------------------------------------- | ------------------------------------------------------- | ------------------------------------------------------- | ------------------------------------------------------- | ------------------------------------------------------- | ------------------------------------------------------- | ------------------------------------------------------- |
| Roestavi                                                | 62.395                                                  | 62.395                                                  | 98.210                                                  | 98.210                                                  | 129.084                                                 | 129.084                                                 | 158.661                                                 | 158.661                                                 | 116.384                                                 | 116.384                                                 | 125.103                                                 | 125.103                                                 | 128.680                                                 | 127.154                                                 |                                                         |                                                         |                                                         |                                                         |
| Georgiërs                                               | 27.680                                                  | 44,4%                                                   | 55.158                                                  | 56,2%                                                   | 79,820                                                  | 61,8%                                                   | 103.523                                                 | 65,2%                                                   | 102.151                                                 | 87,8%                                                   | 114.819                                                 | 91,8%                                                   |                                                         |                                                         |                                                         |                                                         |                                                         |                                                         |
| Russen                                                  | 19.724                                                  | 31,6%                                                   | 21.610                                                  | 22,0%                                                   | 23,060                                                  | 17,9%                                                   | 21.267                                                  | 13,4%                                                   | 3.563                                                   | 3,1%                                                    | 1.459                                                   | 1,2%                                                    |                                                         |                                                         |                                                         |                                                         |                                                         |                                                         |
| Azerbeidzjanen                                          | 3.693                                                   | 5,9%                                                    | 5.765                                                   | 5,9%                                                    | 7.443                                                   | 5,8%                                                    | 11.576                                                  | 7,3%                                                    | 4.993                                                   | 4,3%                                                    | 4.661                                                   | 3,7%                                                    |                                                         |                                                         |                                                         |                                                         |                                                         |                                                         |
| Armeniërs                                               | 4.367                                                   | 7,0%                                                    | 5.943                                                   | 6,1%                                                    | 6.707                                                   | 5,2%                                                    | 6.872                                                   | 4,3%                                                    | 2.809                                                   | 2,4%                                                    | 1.965                                                   | 1,6%                                                    |                                                         |                                                         |                                                         |                                                         |                                                         |                                                         |
| Osseten                                                 | 1.601                                                   | 2,6%                                                    | 3.224                                                   | 3,3%                                                    | 4.493                                                   | 3,5%                                                    | 5.613                                                   | 3,5%                                                    | 1.410                                                   | 1,2%                                                    | 545                                                     | 0,4%                                                    |                                                         |                                                         |                                                         |                                                         |                                                         |                                                         |
| Opmerking census 2002                                   |                                                         |                                                         |                                                         |                                                         |                                                         |                                                         |                                                         |                                                         |                                                         |                                                         |                                                         |                                                         |                                                         |                                                         |                                                         |                                                         |                                                         |                                                         |

### Etniciteit en religie

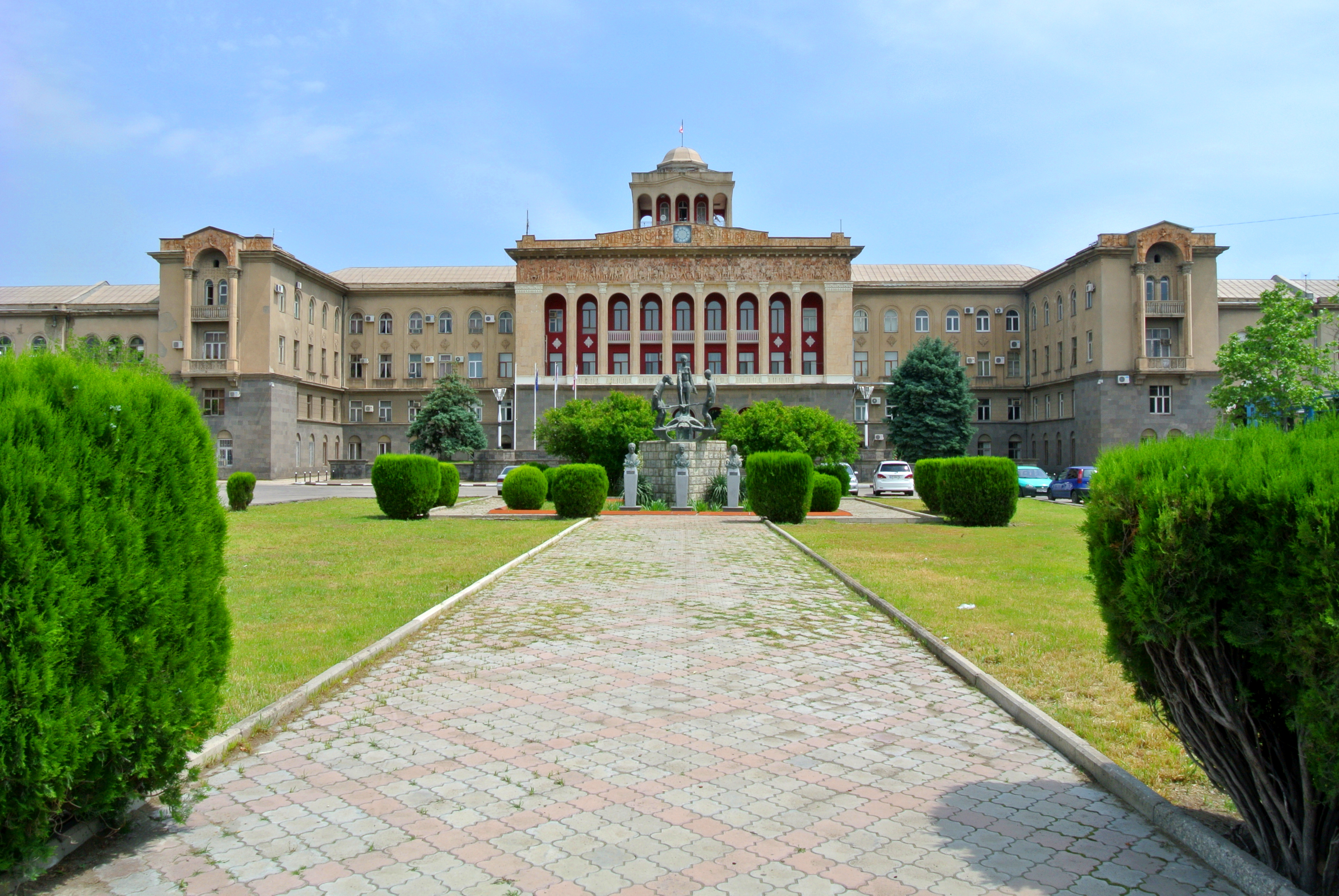
Hoofdkantoor Roestavi staalwerken

De bevolking van Roestavi was anno 2014 voor bijna 92% Georgisch. De grootste etnische minderheidsgroep binnen de resterende 8% zijn de Azerbeidzjanen (3,7%), gevolgd door Armeniërs (1,6%) en Russen (1,2%). Er wonen ruim 500 Osseten (0,4%) in de stad. Andere etnische minderheden zijn ruim 300 Oekraïners, ruim 200 Jezidi's, ruim 100 Grieken, ruim 50 Assyriërs en kleinere aantallen Kisten, Joden, Abchaziërs en Bosja.    
De verhoudingen van de etnische bevolkingssamenstelling is niet altijd zo geweest. Vooral in de Sovjet periode lagen deze geheel anders, waarbij het aandeel Russen en Osseten tot 1989 opvalt. Migratie tijdens en na het uiteenvallen van de Sovjet-Unie, door economische neergang en burgeroorlog, maakte de stad dominant etnisch Georgisch. Het aandeel Azerbeidzjanen daalde weinig, maar is wel laag voor de regio Kvemo Kartli dat een grote Azerbeidzjaanse bevolkingsgroep kent (42%).

## Vervoer

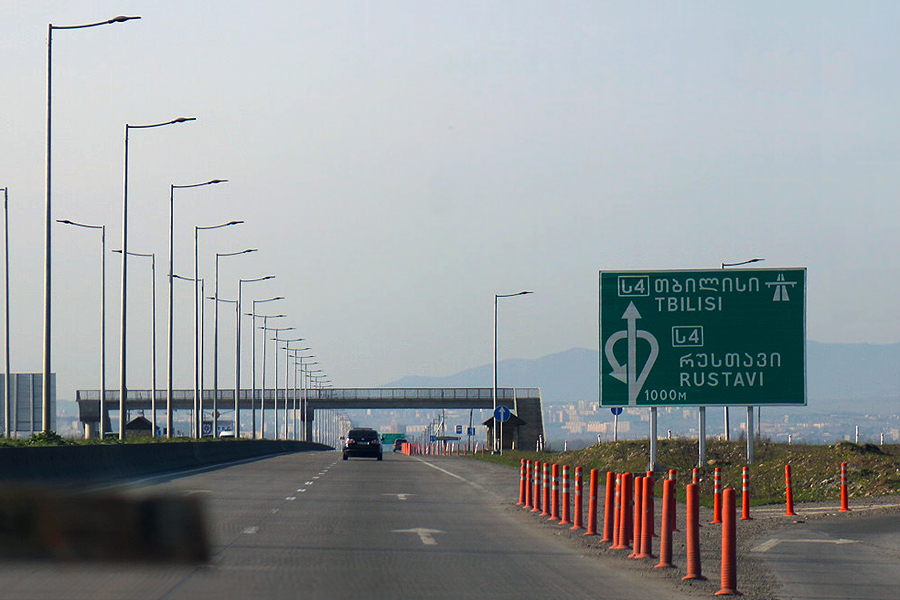
Autosnelweg tussen Roestavi en Tbilisi

Roestavi ligt aan de S4 / E60. Dit is de belangrijkste verkeersader tussen Tbilisi en Roestavi, en de belangrijkste route naar Azerbeidzjan (Tsiteli Chidi, Rode Brug). Tussen Roestavi en Tbilisi is de S4 een autosnelweg. In de toekomst wordt de weg in zuidelijke richting naar de Azerbeidzjaanse grens uitgebouwd als autosnelweg. In de noordkant van de stad, in het gemeentelijke gebied, sluit de S9 Tbilisi Bypass aan op de S4. Dit is de oostelijke ringweg rond Tbilisi. 
Er zijn verschillende regionale wegen die in de stad beginnen of eindigen. Een van de belangrijkste is de nationale route Sh66, die via Gardabani naar de grensovergang Vachtangisi met Azerbeidzjan gaat. Ten slotte is de Sh157 een toegangsroute naar het David Garedzja-klooster, een bekende toeristische trekpleister aan de Azerbeidzjaanse grens in de gemeente Sagaredzjo. Deze weg bedient ook het grote industriële gebied ten zuiden van de stad.
De internationale spoorlijn Tbilisi - Bakoe, in 1883 geopend, heeft een station aan de rand van Roestavi. 

## Stedenbanden
Roestavi onderhoudt stedenbanden:
- Sumqayıt, Azerbeidzjan, 19522
- Daugavpils, Letland, 20181
- Akmenė, Litouwen, 20151
- Panevėžys, Litouwen, 20151
- Ivano-Frankivsk, Oekraïne, 20112, 20161
- Kryvy Rih, Oekraïne2
- Tsjerkasy, Oekraïne, 20121
- Chmelnytsky, Oekraïne, 20161
- Vinnytsja, Oekraïne, 20161, 2
- Łódź, Polen, 19952
- Płock, Polen, 20112
- Gdynia, Polen, 20101
- Pruszków, Polen, 20171
- Zjodzina, Wit-Rusland, 20181
- Kiruna, Zweden2
- İnegöl, Turkije, 20021
- Cauayan, Filipijnen, 20141
- Santiago, Filipijnen, 20141
- Shaoguan, Volksrepubliek China2

1 Memorandum / Intentie / Handvest van samenwerking.
2 Vriendschappelijke stad.

## Sport

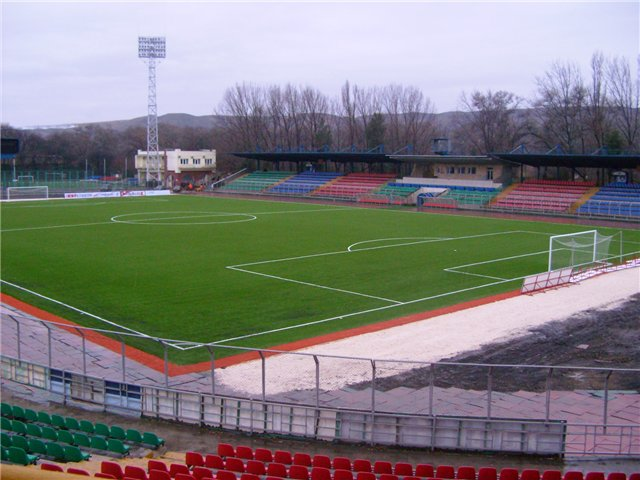
Poladistadion van FC Roestavi.

Voetbalclub FC Roestavi werd in 2007 en 2010 landskampioen van Georgië. FC Roestavi speelt haar wedstrijden in het Poladistadion.
Aan de noordkant van de stad ligt sinds 1978 het circuit Rustavi International Motorpark.

## Geboren
- Kachaber Tschadadze (1968), voormalig prof-voetballer (36 interlands);
- Levan Silagadze (1976), voormalig prof-voetballer (21 interlands);
- Zoerab Mentesjasjvili (1980), voormalig prof-voetballer (37 interlands);
- Tornike Okriasjvili (1992), prof-voetballer (50 interlands, maart 2022);
- Akaki Gogia (1992), prof-voetballer;
- Otar Kiteisjvili (1996), prof-voetballer (24 interlands, maart 2022);
- Mariam Gvaladze (1997), zangeres in de voormalige muziekgroep Candy, winnaar van het Junior Eurovisiesongfestival 2011.